# Federico Vegas
Federico Vegas est un écrivain et architecte vénézuélien, né à Caracas le 18 mars 1950. Auteur de romans et de nouvelles, il est le gagnant du 52e concours de nouvelles du journal El Nacional, et participe à plusieurs magazines et journaux. 

## Biographie
Federico Vegas étudie l'architecture à l'université centrale du Venezuela dont il sort diplômé en 1976. Il a été connu du public dès 1973 pour son implication dans l'affaire Vegas Pérez, un crime à l'impact médiatique national, qui a inspiré la nouvelle de Fermín Mármol León intitulée Cuatro crímenes, cuatro poderes (Quatre crimes, quatre puissances) et le film de Román Chalbaud, Cangrejo (Cancer) où le rôle de Vegas est joué par Henry Zakka.

## Œuvres
- El borrador (1996)
- Amores y castigos (1998)
- Prima lejana (1999)
- La ciudad sin lengua (2001)
- Los traumatólogos de Kosovo (2002)
- Falke (2005)
- Historia de una segunda vez (2006)
- La ciudad y el deseo (2007)
- Miedo, pudor y deleite (2007)
- La carpa y otros cuentos (2009)
- Sumario (2010)
- Los incurables (2012)